# Station 2
 Der er for få eller ingen kildehenvisninger i denne artikel, hvilket er et problem. Du kan hjælpe ved at angive troværdige kilder til de påstande, som fremføres i artiklen.

Station 2 er et kriminalmagasin, der sendes på TV 2. Programmet blev sendt første gang den 18. september 1993 med Niels Brinch og Jes Dorph-Petersen som studieværter.

## Udsendelsestyper
I dag sendes programmet i fire forskellige udsendelsestyper: 
- Station 2 Classic med Janni Pedersen, Rikke Hemmingsen, Anders Lomholt og Kristian Bech som studieværter. Station 2 Classic er som det oprindelige studieprogram med forskellige indslag. Sendes direkte fra studiet i Odense. Redaktør Michael Nørgaard.
- Station 2 Efterlyst med Anne-Katrine Bondo som vært. Her bringes forskellige efterlysninger fra politiet. Programmet sendes hver gang fra et nyt sted i Danmark.
- Station 2 Special Med skiftende værter. Special-programmerne er et langt dokumentarprogram med kun ét emne pr. gang. .
- Station 2 Politirapporten Ti minutters patrulje fra et sted i Danmark.

## Værter

### Nuværende værter
- Rikke Hemmingsen (2016-i dag) - vært
- Janni Pedersen - vært
- Kristian Bech (2016-i dag) - vært
- Anders Lomholt - Vært
- Anne-Katrine Bondo –  Efterlyst vært

### Tidligere værter
- Niels Brinch (1993–2016) – studievært
- Trine Panum Kjeldsen – studievært (januar 2002 – juni 2002) samt Efterlyst-vært (august 2002 – december 2002, januar 2005–oktober 2010)
- Karen-Helene Hjort (august 2008–juni 2009) – studievært
- Michèle Bellaiche (januar 1999–marts 2006) – reporter og studievært
- Maria Yde (januar 2003–december 2004) – Efterlyst-vært og reporter
- Astrid-Helene Meister (august 2001–juni 2002) – Efterlyst-vært og reporter
- Jes Dorph-Petersen (september 1993–juni 2001) – studievært